# Bandits d'amour
Pour plus de détails, voir Fiche technique et Distribution.
Bandits d'amour est un film français réalisé par Pierre Le Bret et sorti en 2001.

## Synopsis
Deux amoureux venant du Nord de la France, Paul (Vincent Ozanon), 25 ans, et Hélène (Florence Loiret Caille), 18 ans, décident de braquer une banque.
Ils s'enfuient alors sur la Côte d'Azur avec un butin de 40 000 francs.

## Fiche technique
- Titre : Bandits d'amour
- Réalisation : Pierre Le Bret
- Scénario : Jean-Pierre Bastid et Pierre Le Bret
- Photographie : Serge Guez
- Montage : Joseph Guinvarch
- Son : Jean-François Chevalier
- Musique : Jeff Hoffman
- Production : Léo et Cie - Les Films du Rond-Point
- Pays de production :  France
- Durée : 92 minutes
- Date de sortie : France - 6 juin 2001

## Distribution
- Florence Loiret Caille : Hélène
- Vincent Ozanon : Paul
- Marc Chapiteau : Fabien
- Gérard Blain : le prêtre
- Rémy Ventura : Nounours
- Philippe Hérisson : le banquier
- Carmelo Carpenito : Loulou
- Elizabeth Leguillon : la femme de Loulou
- Georges Neri : Toni